# Benson (lớp tàu khu trục)
Lớp tàu khu trục Benson là một lớp 30 tàu khu trục được Hải quân Hoa Kỳ chế tạo từ năm 1939 đến năm 1943, và đã phục vụ trong Chiến tranh Thế giới thứ hai.

## Đặc điểm thiết kế
Lớp Benson được thiết kế như một phiên bản cải tiến từ lớp Sims dẫn trước với hai ống khói và một sự bố trí lại hệ thống động lực, bố trí xen kẻ luân phiên các phòng nồi hơi và phòng động cơ nhằm giúp cho các con tàu có cơ hội sống sót tốt hơn khi bị tấn công bằng ngư lôi. Kích thước các khung tàu cũng gia tăng để chịu đựng trọng lượng của hệ thống động lực mới. Điều này đã khiến trọng lượng choán nước chung của con tàu tăng thêm khoảng 60 tấn Anh (61 t).
Lớp Benson là những tàu khu trục chủ lực trong hoạt động Tuần tra Trung lập trước chiến tranh, và đã tham chiến tại mọi chiến trường trong cuộc xung đột. Lớp tàu khu trục Gleaves tiếp nối cũng được chế tạo gần cùng một thiết kế, và hầu như giống hệt với lớp Benson; điểm khác biệt duy nhất bên ngoài giữa hai lớp Benson và Gleaves là kiểu dáng của ống khói, với mặt bên phẳng trên lớp Benson.

## Lịch sử hoạt động
USS Laffey và USS Barton bị mất trong trận Hải chiến Guadalcanal vào ngày 13 tháng 11 năm 1942. USS Lansdale bị mất trong một trận chiến tại Địa Trung Hải vào ngày 20 tháng 4 năm 1944. Phần mũi của USS Murphy bị cắt rời do tai nạn va chạm với chiếc SS Bulkoil ở cách 75 dặm (121 km) ngoài khơi New York vào ngày 21 tháng 10 năm 1943 và bị đắm; phần còn lại của con tàu nổi được và được sửa chữa lại với mũi tàu mới trước khi đưa vào hoạt động trở lại.
USS Laffey được tặng thưởng danh hiệu Đơn vị Tuyên dương Tổng thống do vai trò của nó trong trận Guadalcanal. USS Bailey được tặng thưởng danh hiệu Đơn vị Tưởng thưởng Hải quân do thành tích trong Trận chiến quần đảo Komandorski vào ngày 26 tháng 3 năm 1943; tương tự, USS Hilary P. Jones cũng được tặng danh hiệu Đơn vị Tưởng thưởng Hải quân cho các hoạt động của nó tại các chiến dịch cuối cùng ở Địa Trung Hải vào tháng 9 năm 1944.

## Những chiếc trong lớp
| Tàu                        | Đặt lườn             | Hạ thủy              | Hoạt động            | Số phận |
| -------------------------- | -------------------- | -------------------- | -------------------- | --- |
| Benson (DD-421)            | 16 tháng 5 năm 1938  | 15 tháng 11 năm 1939 | 25 tháng 7 năm 1940  | Ngừng hoạt động 18 tháng 3 năm 1946; chuyển cho Đài Loan 26 tháng 2 năm 1954 như là chiếc ROCS Lo Yang (DD-14); tháo dỡ 1975 |
| Mayo (DD-422)              | 16 tháng 5 năm 1938  | 26 tháng 3 năm 1940  | 18 tháng 9 năm 1940  | Ngừng hoạt động 18 tháng 3 năm 1946; bán để tháo dỡ 8 tháng 5 năm 1972                                                       |
| Madison (DD-425)           | 19 tháng 9 năm 1938  | 20 tháng 10 năm 1939 | 6 tháng 8 năm 1940   | Ngừng hoạt động 13 tháng 3 năm 1946; đánh chìm như một mục tiêu 14 tháng 10 năm 1969                                         |
| Lansdale (DD-426)          | 19 tháng 12 năm 1938 | 30 tháng 10 năm 1939 | 17 tháng 9 năm 1940  | Bị máy bay Không quân Đức đánh chìm tại Bắc Phi, 20 tháng 4 năm 1944                                                         |
| Hilary P. Jones (DD-427)   | 16 tháng 5 năm 1938  | 14 tháng 12 năm 1939 | 6 tháng 9 năm 1940   | Ngừng hoạt động 6 tháng 2 năm 1947; chuyển cho Đài Loan 26 tháng 2 năm 1954 như là chiếc ROCS Han Yang (DD-15); tháo dỡ 1974 |
| Charles F. Hughes (DD-428) | 3 tháng 1 năm 1938   | 16 tháng 5 năm 1940  | 6 tháng 9 năm 1940   | Ngừng hoạt động 18 tháng 3 năm 1946; đánh chìm như một mục tiêu 26 tháng 3 năm 1969                                          |
| Laffey (DD-459)            | 13 tháng 1 năm 1941  | 30 tháng 10 năm 1941 | 31 tháng 3 năm 1942  | Bị đánh chìm trong trận Hải chiến Guadalcanal, 13 tháng 11 năm 1942                                                          |
| Woodworth (DD-460)         | 30 tháng 4 năm 1941  | 29 tháng 11 năm 1941 | 30 tháng 4 năm 1942  | Ngừng hoạt động 11 tháng 4 năm 1946; chuyển cho Hải quân Ý như là chiếc Artigliere (D553), 11 tháng 6 năm 1951; tháo dỡ 1971 |
| Farenholt                  | 11 tháng 12 năm 1940 | 19 tháng 11 năm 1941 | 2 tháng 4 năm 1942   | Ngừng hoạt động 26 tháng 4 năm 1946; bán để tháo dỡ 22 tháng 11 năm 1972                                                     |
| Bailey                     | 29 tháng 1 năm 1941  | 19 tháng 12 năm 1941 | 11 tháng 5 năm 1942  | Ngừng hoạt động 2 tháng 5 năm 1948; đánh chìm như một mục tiêu 4 tháng 11 năm 1969                                           |
| Bancroft                   | 1 tháng 5 năm 1941   | 31 tháng 12 năm 1941 | 30 tháng 4 năm 1942  | Ngừng hoạt động 1 tháng 2 năm 1946; bán để tháo dỡ 16 tháng 3 năm 1973                                                       |
| Barton                     | 20 tháng 5 năm 1941  | 31 tháng 1 năm 1942  | 29 tháng 5 năm 1942  | Bị đánh chìm trong trận Hải chiến Guadalcanal, 13 tháng 11 năm 1942                                                          |
| Boyle (DD-600)             | 31 tháng 12 năm 1941 | 15 tháng 6 năm 1942  | 15 tháng 8 năm 1942  | Ngừng hoạt động 29 tháng 3 năm 1946; đánh chìm như một mục tiêu 3 tháng 5 năm 1973                                           |
| Champlin (DD-601)          | 31 tháng 1 năm 1942  | 25 tháng 7 năm 1942  | 12 tháng 9 năm 1942  | Ngừng hoạt động 31 tháng 1 năm 1947; bán để tháo dỡ 8 tháng 5 năm 1972                                                       |
| Meade (DD-602)             | 25 tháng 3 năm 1941  | 15 tháng 2 năm 1942  | 22 tháng 6 năm 1942  | Ngừng hoạt động 17 tháng 6 năm 1946; đánh chìm như một mục tiêu 18 tháng 2 năm 1973                                          |
| Murphy (DD-603)            | 19 tháng 5 năm 1941  | 29 tháng 4 năm 1942  | 23 tháng 7 năm 1942  | Ngừng hoạt động 9 tháng 3 năm 1946; bán để tháo dỡ 6 tháng 10 năm 1972                                                       |
| Parker (DD-604)            | 9 tháng 6 năm 1941   | 12 tháng 5 năm 1942  | 31 tháng 8 năm 1942  | Ngừng hoạt động 31 tháng 1 năm 1947; bán để tháo dỡ 25 tháng 5 năm 1973                                                      |
| Caldwell (DD-605)          | 24 tháng 3 năm 1941  | 15 tháng 1 năm 1942  | 10 tháng 6 năm 1942  | Ngừng hoạt động 24 tháng 4 năm 1946; bán để tháo dỡ 4 tháng 11 năm 1966                                                      |
| Coghlan (DD-606)           | 28 tháng 3 năm 1941  | 12 tháng 2 năm 1942  | 10 tháng 7 năm 1942  | Ngừng hoạt động 31 tháng 3 năm 1947; bán để tháo dỡ 12 tháng 6 năm 1974                                                      |
| Frazier (DD-607)           | 5 tháng 7 năm 1941   | 17 tháng 3 năm 1942  | 30 tháng 7 năm 1942  | Ngừng hoạt động 15 tháng 4 năm 1946; bán để tháo dỡ 6 tháng 10 năm 1972                                                      |
| Gansevoort (DD-608)        | 16 tháng 6 năm 1941  | 11 tháng 4 năm 1942  | 25 tháng 8 năm 1942  | Ngừng hoạt động 1 tháng 2 năm 1946; đánh chìm như một mục tiêu 23 tháng 3 năm 1972                                           |
| Gillespie (DD-609)         | 16 tháng 6 năm 1941  | 8 tháng 5 năm 1942   | 18 tháng 9 năm 1942  | Ngừng hoạt động 17 tháng 4 năm 1946; đánh chìm như một mục tiêu 16 tháng 7 năm 1973                                          |
| Hobby (DD-610)             | 30 tháng 6 năm 1941  | 4 tháng 6 năm 1942   | 18 tháng 11 năm 1942 | Ngừng hoạt động 1 tháng 2 năm 1946; đánh chìm như một mục tiêu 1 tháng 6 năm 1972                                            |
| Kalk (DD-611)              | 30 tháng 6 năm 1941  | 18 tháng 7 năm 1942  | 17 tháng 10 năm 1942 | Ngừng hoạt động 3 tháng 5 năm 1946; đánh chìm như một mục tiêu 20 tháng 3 năm 1969                                           |
| Kendrick (DD-612)          | 1 tháng 5 năm 1941   | 2 tháng 4 năm 1942   | 12 tháng 9 năm 1942  | Ngừng hoạt động 31 tháng 3 năm 1947; đánh chìm như một mục tiêu 2 tháng 3 năm 1968                                           |
| Laub (DD-613)              | 1 tháng 5 năm 1941   | 28 tháng 4 năm 1942  | 24 tháng 10 năm 1942 | Ngừng hoạt động 2 tháng 2 năm 1946; bán để tháo dỡ 14 tháng 1 năm 1975                                                       |
| MacKenzie (DD-614)         | 29 tháng 5 năm 1941  | 27 tháng 6 năm 1942  | 21 tháng 11 năm 1942 | Ngừng hoạt động 4 tháng 2 năm 1946; đánh chìm như một mục tiêu 1 tháng 6 năm 1974                                            |
| McLanahan (DD-615)         | 29 tháng 5 năm 1941  | 2 tháng 9 năm 1942   | 19 tháng 12 năm 1942 | Ngừng hoạt động 2 tháng 2 năm 1946; bán để tháo dỡ 1 tháng 6 năm 1974                                                        |
| Nields (DD-616)            | 15 tháng 6 năm 1942  | 1 tháng 10 năm 1942  | 15 tháng 1 năm 1943  | Ngừng hoạt động 25 tháng 3 năm 1946; bán để tháo dỡ 8 tháng 5 năm 1972                                                       |
| Ordronaux (DD-617)         | 25 tháng 7 năm 1942  | 9 tháng 11 năm 1942  | 13 tháng 2 năm 1943  | Ngừng hoạt động 27 tháng 3 năm 1946; bán để tháo dỡ 16 tháng 3 năm 1973                                                      |